# Daniel Bennett
Daniel Bennett (22 de agosto de 1976) é um árbitro de futebol sul-africano. Ele foi eleito na temporada 2000-2001 como o melhor árbitro sul-africano e é árbitro internacional desde 2003.
Foi árbitro na Copa do Mundo de Clubes da FIFA 2010.